# Far North Queensland
Koordinaten: 16° 59′ S, 145° 25′ O
Far North Queensland (abgekürzt FNQ) ist die am weitesten im Norden liegende Region des australischen Bundesstaates Queensland. Die Region entspricht zu einem großen Teil dem Gebiet von Tropical North Queensland, das sich vom Norden von Cairns bis zur Torres Strait erstreckt. Im Westen liegt die Region Gulf Country, im Süden North Queensland.

## Ausdehnung
Verschiedene Ministerien und Agenturen definieren die Region unterschiedlich: Das Dokument des Queensland Government Planning Departments Population Growth – The Far North Queensland Region 2005 beschreibt die Region als ein Gebiet, das die Cairns Region, Tablelands Region und die Aborigines-Councils Wujal Wujal und Yarrabah umfasst. Das Australian Bureau of Statistics definiert eine Region, die sich von der Cape York Peninsula (außer dem südwestlichen Viertel bis zur Mitte der Küste des Gulf of Carpentaria und den Torres Strait Islands) südlich bis zur Hinchinbrook Island und zur Stadt Cardwell, außer Townsville, erstreckt. Die umfassendste Definition beinhaltet auch die Verwaltungsgebiete von Aurukun, Cook, Croydon, Etheridge und Lockhart River, die Northern Peninsula Area Region und die Torres Strait Island Region und wird von anderen staatlichen Regierungsstellen wie der Polizei von Queensland, dem Department of Education, der Queensland State Library und der Queensland Fire and Rescue, verwendet. Die Region hat eine Größe von 273.147,6 km2.

## Siedlungen
Der Hauptteil der Bevölkerung und das Verwaltungszentrum der Region befindet sich in Cairns. Weitere bedeutende Bevölkerungszentren sind Cooktown, Atherton Tableland, Weipa, Innisfail und die Torres Strait Islands. In der Region Far North Queensland sind auch viele Siedlungen der Aborigines und Farmer.
Der Bruce Highway verbindet die südlichen Küsten der Region mit dem übrigen Staat.

## Industrie
Bedeutende Industrien sind Tourismus, Viehwirtschaft und der Anbau von Zuckerrohr und tropischen Früchten sowie Bergbau von Mineralsand und Bauxit. Während der letzten Jahre wurde Far North Queensland durch künstlerische und kreative Angebote von Experiment- und gegenwärtiger Kunst durch The Upholstery, Merchants of Fine Objects, Cupcake Studio, KickArts, On Edge Festival, New Move Dance Network, Cairns Indigenous Art Fair und Cairns Festival bekannt. Cairns, das wichtige urbane Zentrum von Far North Queensland, ist die Heimat des kulturellen Einflusses der Cape York-Peninsula und der Torres Strait-Islands, für inländische Gemeinschaften am Gulf of Carpentaria und für Inseln im Südpazifik. Aktive Kunstorganisationen sind der End Credits Film Club, das Tanks Arts Centre, Cairns Civic Theatre, UMI Arts, JUTE Theatre, Centre of Contemporary Arts, Rondo Theatre, Reggaetown und die Cairns Regional Gallery.

## Demographie
2010 schätzte das Australian Bureau of Statistics die Bevölkerung auf 275.058 Menschen. Die Region umfasst 25,6 % der indigenen Bevölkerung oder 28.909 Menschen von Queensland, das sind 11,8 % der Bevölkerung in der Region.

## Geschichte

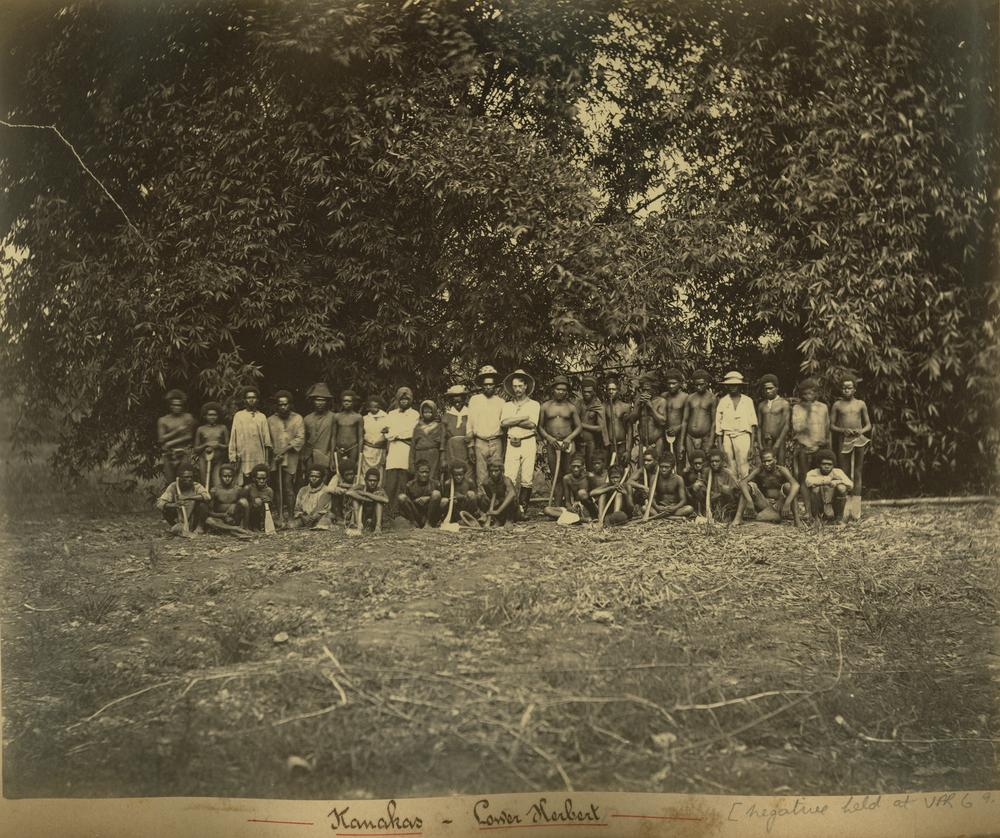
South Sea Islander workers am Lower Herbert (um 1890)

Die Region erlitt am 4. März 1899 die größte Katastrophe der Seefahrt, als der Mahina-Zyklon alle 100 Schiffe zerstörte, die in der Princess Charlotte Bay ankerten, die gesamte Perlenflotte von North Queensland. Ungefähr 100 Aborigines halfen den Überlebenden und 307 Männer der Perlenflotte kamen ums Leben.
In Far North Queensland wurde das erste Bernstein-Fossil Australiens gefunden. Das 4 Millionen Jahre alte Fossil wurde an einem Strand der Cape York Peninsula gespült, der sicherlich von seinem Ursprungsort mehr als 200 Kilometer entfernt ist.